# Boško Janković
Boško Janković - em sérvio, Бошко Јанковић - (Belgrado, 1 de março de 1984) é um futebolista sérvio que atua como Atacante. Atualmente, joga pelo Hellas Verona. 